# Zibido al Lambro
Zibido al Lambro (Zibid al Lamber in dialetto pavese) è una frazione del comune italiano di Torrevecchia Pia posta ad ovest del centro abitato, verso Vidigulfo. Costituì un comune autonomo fino al 1872.
I santi patroni di Zibido al Lambro sono San Pietro e San Paolo, cui è dedicata la chiesa del paese.

## Storia
Zibido al Lambro è un piccolo centro abitato di antica origine e sede di parrocchia, per lungo tempo legato al territorio milanese nel Vicariato di Binasco. Infeudato contemporaneamente ai Taverna e ai Landriani, al censimento del 1751 la località fece registrare 268 residenti, saliti a 367 nel 1805. Spostato sperimentalmente nella Provincia di Pavia nel 1786, lo fu definitivamente nel 1815. Sotto il restaurato governo asburgico la località conobbe un discreto sviluppo demografico, tanto da raggiungere i 723 abitanti nel 1853, e i 792 nel 1861. Nonostante il censimento del 1871 registrò un nuovo incremento della popolazione fino a un complesso di 834 anime, il governo italiano decise la soppressione del municipio e la sua annessione a Torrevecchia Pia.

## Monumenti e luoghi d’interesse

### Architetture religiose
La Chiesa di San Pietro e Paolo è sede di una parrocchia ex milanese pluri-centenaria. 